# 相見村
相見村（あいみむら）は、かつて愛知県額田郡にあった村である。
現在の額田郡幸田町の中部（菱池・北鷲田・横落・大草・高力）に該当する。

## 歴史
- 1876年（明治9年） - 鷲田村、岩堀村、西脇村が合併し、菱池村となる。
- 1889年（明治22年）10月1日 - 菱池村、北鷲田村、横落村、大草村、高力村が合併し、相見村が発足[1]。
- 1906年（明治39年）5月1日 - 坂崎村、深溝村と合併し、広田村が発足。同日相見村は廃止。

## 教育
- 相見尋常高等小学校（現・幸田町立幸田小学校）